# 闇を裂く一発
『闇を裂く一発』（やみをさくいっぱつ）は、1968年に大映で製作された、村野鐵太郎監督。村野鐵太郎はこの作品を最後に大映を離れた。
メキシコオリンピック代表候補で射撃競技強化合宿中の新人警察官と刑事たちが凶悪犯を追う72時間を描いた作品である。

## キャスト
- 峰岸隆之介 : 本多修一
- 佐藤允 : 手塚亘
- 露口茂 : 江森刑事
- 高橋悦史 : 島津監督
- 浜田ゆう子 : 岡田薫
- 笠原玲子 : 富子
- 赤座美代子 : 市橋フミ子
- 青山良彦 : 木村
- 平泉征 : 中尾
- 高原駿雄 : 酒井刑事
- 下川辰平 : 警官新井
- 樋浦勉 : 井上
- 早川雄三 : 土橋捜査主任
- 加藤武 : 犬丸刑事
- 北村和夫 : 淀橋署の署長

## スタッフ
- 監督 : 村野鐵太郎
- 脚本 : 菊島隆三
- 音楽 : 山下毅雄
- 撮影 : 上原明
- 企画 : 原田光夫
- 編集 : 中静達治

## 併映作品
- 『座頭市果し状』: 安田公義監督作品

## その他
山口和彦監督、中村雅俊主演で映像化され、1982年10月26日に火曜サスペンス劇場で放送された。